# Enrico Dandolo (nave da battaglia)
La corazzata Enrico Dandolo fu un'unità della Regia Marina che insieme alla gemella Caio Duilio faceva parte della Classe Caio Duilio e che prestò servizio dal 1882 al 1909. Con i loro 4 cannoni da 450 mm in due torri binate e la velocità di 15 nodi, al momento della loro apparizione, queste navi furono, per le caratteristiche di velocità, protezione ed armamento, unanimemente riconosciute come le corazzate più potenti in servizio.

## Costruzione
La nave, costruita su progetto di Benedetto Brin, Direttore del Genio Navale, venne realizzata nell'Arsenale Militare di La Spezia dal Sotto Direttore delle Costruzioni Navali del 1º Dipartimento Marittimo, Ingegnere Navale di 1ª Classe Ernesto Martinez.
Lo scafo venne impostato sugli scali il 6 gennaio 1873 e la nave, varata il 10 luglio 1878, venne completata l'11 aprile 1882.
Il primo comandante della Dandolo fu il comandante Ruggero Emerich Acton.
Al contrario della gemella Caio Duilio, non era stato installato l'hangar per la torpediniera alabile in navigazione.
Lo scafo aveva una struttura mista legno e acciaio ricoperto in lastre d'acciaio che erano installate senza sovrapposizione fra le lastre, a differenza delle costruzioni navali dell'epoca.
La struttura comprendeva un doppio scafo compartimentato con i vari compartimenti stagni che potevano essere allagati e svuotati per mantenere la stabilità della nave.
La nave aveva la sezione centrale corazzata, lunga 32 m, a protezione dei depositi delle munizioni, delle caldaie e dei motori.
Sopra questa vi era un'altra sezione che proteggeva la base delle due torrette, con i macchinari di manovra ed armamento. La corazzatura sulla fascia al galleggiamento (limitatamente alla sezione centrale corazzata) era di 55 cm, mentre sulle torrette era di 45 cm con aggiunta una spessa armatura interna in legno duro.

I cannoni Armstrong costruiti a Elswick aventi proietti da 915 kg con carica massima di 232 kg, i proietti standard erano da 388 kg.
Le torrette e il sistema di caricamento (ad avancarica poiché per cannoni di questa grandezza non erano ancora ritenuti affidabili i sistemi di retrocarica) erano servoassistiti da impianti idraulici.
La Enrico Dandolo era dotata di quattro grandi lance a vapore e otto lance a remi che venivano alate in mare da gru azionate dal vapore delle caldaie.

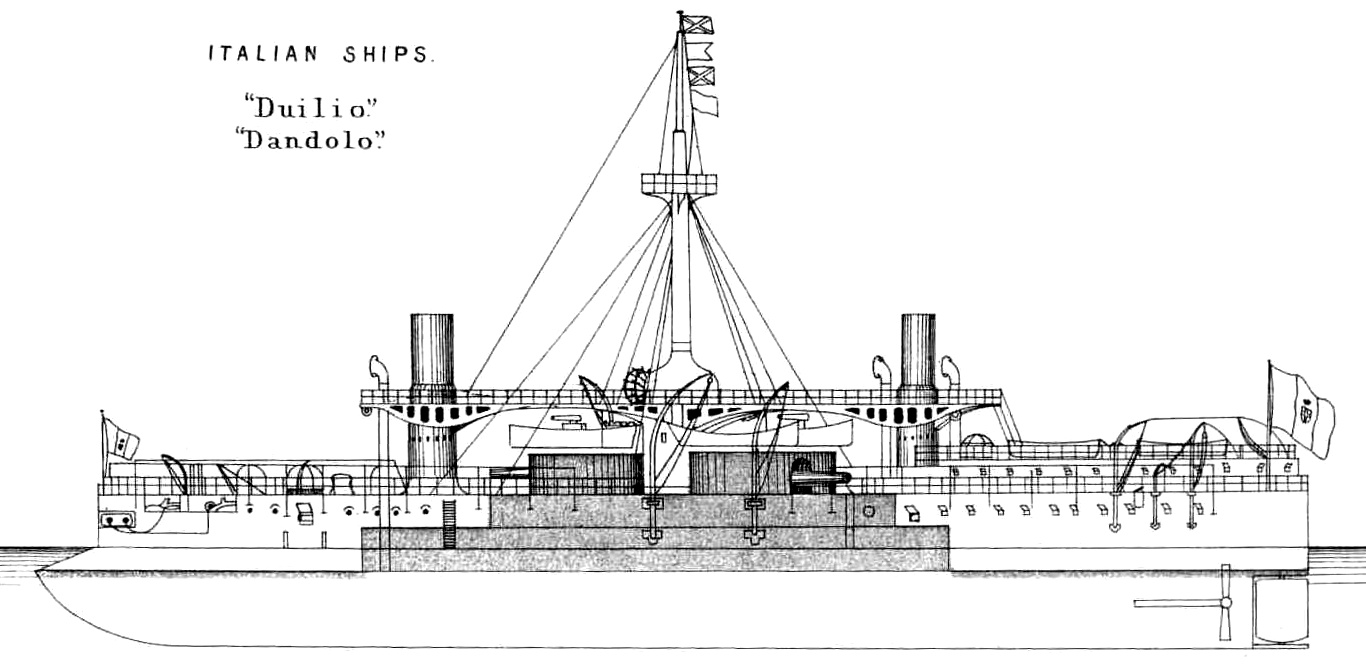
Schema della corazzatura, lato sinistro.

I due motori erano installati in un compartimento stagno per ciascuno ed erano dotati di due pistoni verticali, uno per l'alta pressione da 163 cm di diametro e l'altro per la bassa pressione da 300 cm aventi entrambi una corsa di 122 cm. La velocità massima di rotazione era di 74 giri/min.
Il vapore a 4,4 atm era fornito da 8 caldaie a tubi di fumo a doppia fornace. Ogni coppia di caldaie, poste quattro davanti e quattro dietro i due motori, era racchiusa in un compartimento stagno.

## Servizio
Al contrario della capoclasse Caio Duilio che nel corso della sua vita operativa non ebbe alcun ammodernamento e nessun impegno bellico, la corazzata Enrico Dandolo venne rimodernata nel 1894 e venne mobilitata per la guerra italo turca del 1911-1912 svolgendo compiti di appoggio e difesa locale nelle rade di Augusta e Messina.
In occasione dei lavori di ammodernamento del 1894, venne smontato l'albero maestro e vennero aggiunti due alberi a proravia ed a poppavia dei fumaioli.
L'ammodernamento si estese alla disposizione e tipo di armamento secondario; le torri originali furono sostituite con più moderne armate ciascuna di 2 cannoni da 254 a retrocarica, armi di calibro minore, a canna lunga, che sparavano però proietti più veloci e penetranti a distanze maggiori ed avevano un sistema di caricamento più rapido e sicuro.
Durante il primo conflitto mondiale la corazzata Enrico Dandolo venne utilizzata con compiti di protezione delle basi di Brindisi e Valona dove, per qualche tempo, svolse il ruolo di ammiraglia del Comandante della forza navale in Albania.
Alla fine del conflitto, fino ad ottobre del 1919 fu sede del Comando Superiore Navale a Cattaro, incaricato dell'esecuzione delle clausole armistiziali presso la ex base della K.u.K. Kriegsmarine.
La corazzata Enrico Dandolo venne definitivamente radiata il 4 luglio 1920 dopo quasi quattro decenni di servizio.

## Nome
La nave era stata intitolata al doge di Venezia Enrico Dandolo e le fu dato il motto Qui si deve vincere, parole attribuite al doge durante l'assedio di Costantinopoli del 1203.
Successivamente lo stesso nome è stato assegnato prima al sommergibile Enrico Dandolo della classe Marcello che prese parte alla seconda guerra mondiale e poi al sottomarino S-513 Enrico Dandolo della classe Toti in servizio nella Marina Militare dal 1968 al 1996.

Il varo della corazzata a La Spezia nel 1878
La corazzata dopo gli ammodernamenti del 1894